# Campionati mondiali di bob 1986
I Campionati mondiali di bob 1986, trentanovesima edizione della manifestazione organizzata dalla Federazione Internazionale di Bob e Skeleton, si sono disputati dal 22 febbraio al 2 marzo 1986 a Schönau am Königssee, nell'allora Germania Ovest, sulla pista omonima, sulla quale si svolse la rassegna iridata del 1979. La località bavarese ha ospitato quindi le competizioni iridate per la seconda volta nel bob a due e nel bob a quattro uomini.
L'edizione ha visto prevalere la Svizzera che si aggiudicò una medaglia d'oro, una d'argento e una di bronzo sulle sei disponibili in totale, sopravanzando di misura la Germania Est, vincitrice di un oro e di un bronzo; al terzo posto l'Austria con un argento. I titoli sono stati infatti conquistati nel bob a due uomini dai tedeschi orientali Wolfgang Hoppe e Dietmar Schauerhammer e nel bob a quattro dagli elvetici Erich Schärer, Kurt Meier, Erwin Fassbind e André Kiser.

## Risultati

### Bob a due uomini
La gara si è disputata il 22 e il 23 febbraio 1986 nell'arco di quattro manches. Campioni mondiali in carica erano i tedeschi orientali Wolfgang Hoppe e Dietmar Schauerhammer, i quali hanno riconfermato il titolo anche in questa edizione, davanti agli svizzeri Ralph Pichler e Celeste Poltera, con Pichler già medaglia d'oro nell'edizione disputatasi nel 1983 a Lake Placid (allora in coppia con Urs Leuthold). La medaglia di bronzo è andata invece agli altri tedeschi orientali Detlef Richter e Steffen Grummt, entrambi già argento nella precedente edizione di Cervinia 1985.
| Pos. | Atleti                               | Nazione          | Tempo   | Distacco |
| ---- | ------------------------------------ | ---------------- | ------- | -------- |
|      | Wolfgang Hoppe Dietmar Schauerhammer | Germania Est I   | 3:21.11 |          |
|      | Ralph Pichler Celeste Poltera        | Svizzera I       | 3:22.20 | +1.09    |
|      | Detlef Richter Steffen Grummt        | Germania Est II  | 3:22.36 | +1.25    |
| 4    | Erich Schärer André Kiser            | Svizzera II      | 3:22.44 | +1.33    |
| 5    | Anton Fischer Christoph Langen       | Germania Ovest I | 3:22.81 | +1.70    |
| 6    | Ingo Appelt Josef Muigg              | Austria I        | 3:22.87 | +1.76    |

### Bob a quattro
La gara si è disputata il 1º e il 2 marzo 1986 nell'arco di quattro manches. Campione mondiale in carica era il quartetto tedesco orientale composto da Bernhard Lehmann, Matthias Trübner, Ingo Voge e Steffen Grummt, giunti ottavi in questa edizione ma con Bogdan Musiol al posto di Grummt. Il titolo è stato pertanto vinto dall'equipaggio svizzero composto da Erich Schärer, Kurt Meier, Erwin Fassbind e André Kiser, con Schärer al suo secondo alloro iridato dopo quello conquistato undici anni prima a Cervinia 1975; al secondo posto s è piazzata la formazione austriaca costituita da Peter Kienast, Franz Siegl, Gerhard Redl e Christian Mark, tutti alla loro prima medaglia mondiale di specialità, mentre al terzo posto è giunta l'altra compagine elvetica formata da Ralph Pichler, Heinrich Ott, Edgar Dietsche e Celeste Poltera, anch'essi per la prima volta su un podio iridato.
| Pos. | Atleti                                                              | Nazione           | Tempo   | Distacco |
| ---- | ------------------------------------------------------------------- | ----------------- | ------- | -------- |
|      | Erich Schärer Kurt Meier Erwin Fassbind André Kiser                 | Svizzera II       | 3:16.28 |          |
|      | Peter Kienast Franz Siegl Gerhard Redl Christian Mark               | Austria I         | 3:16.77 | +0.49    |
|      | Ralph Pichler Heinrich Notter Celeste Poltera Roland Beerli         | Svizzera I        | 3:17.08 | +0.80    |
| 4    | Wolfgang Hoppe Roland Wetzig Dietmar Schauerhammer Andreas Kirchner | Germania Est I    | 3:17.09 | +0.81    |
| 5    | nd                                                                  | Germania Ovest II | 3:17.37 | +1.09    |
| 6    | nd                                                                  | Germania Ovest I  | 3:17.48 | +1.20    |
| ...  | ...                                                                 | ...               | ...     | ...      |
| 8    | Bernhard Lehmann Matthias Trübner Ingo Voge Bogdan Musiol           | Germania Est II   | 3:18.02 | +1.74    |

## Medagliere
| Posizione | Nazione      | Oro | Argento | Bronzo | Totale |
| --------- | ------------ | --- | ------- | ------ | ------ |
| 1         | Svizzera     | 1   | 1       | 1      | 3      |
| 2         | Germania Est | 1   | 0       | 1      | 2      |
| 3         | Austria      | 0   | 1       | 0      | 1      |
| Totale    | Totale       | 2   | 2       | 2      | 6      |